# Паул-ду-Мар
Паул-ду-Мар (порт. Paul do Mar) — район (фрегезия) в Португалии, входит в округ Мадейра. Расположен на острове Мадейра. Является составной частью муниципалитета Кальета. Население составляет 885 человек на 2001 год. Занимает площадь 1,70 км².

## География
Расположен на 32°45' северной широты и 17°14' западной долготы. В Пол-ду-Мар есть дорога, которая соединяет Порту-Мониш и Сантану, а также Кальету и Фуншал. Имеет выход к побережью Атлантического океана на западе и горы на севере и северо-востоке.

## Население
Население 871 жителей (2011 г.). Плотность составляет 520,6 чел/км².